# Frédérick Bousquet
Frédérick Bousquet (Perpinhão, 8 de abril de 1981) é um nadador francês, especializado em provas de velocidade.
Ex-detentor do recorde mundial nos 50 metros livres com o tempo de 20s94, feitos em 26 de abril de 2009, na final do Campeonato Francês. Bousquet era criticado por não nadar bem nas provas mais importantes, como nas Olimpíadas ou nos Campeonatos Mundiais de piscina olímpica, onde até o Mundial de Roma 2009, com 28 anos de idade, não havia conquistado medalhas individuais.
Bousquet nadava na Universidade de Auburn entre 2001 e 2005. Em 2005, no seu último ano de competição, ele ganhou as 50 jardas livres na NCAA com o recorde de 18s74, recorde posteriormente batido por César Cielo.